# Ervige
Ervige (Erwig in gotico, Flavius Ervigius in latino, Ervigio in spagnolo, Ervigi in catalano e Ervigio in portoghese; 643 circa – Toledo, 687) è stato re dei Visigoti dal 680 al 687.

## Origine
Secondo le Cronache di Alfonso III, Ervige era figlio di Ardabasto e di una nipote del re dei visigoti Chindasvindo:

Ardabasto, secondo lo storico Salazar y Castro, nel suo Historia Genealógica de la Casa de Lara, Volume 1 era il figlio di Atanagildo, figlio a sua volta del duca di Siviglia Ermenegildo (il quale era figlio del re dei Visigoti Leovigildo), e della principessa franca Ingonda, figlia di Sigeberto I re dei franchi dell'Austrasia e di Brunechilde, che era figlia del re dei visigoti Atanagildo e di Gosvinda, che, durante l'anno 641, che vide succedersi quattro imperatori (Eraclio I, Costantino III, Eraclio II e Costante II) sul trono di Costantinopoli, molto probabilmente era stato cacciato dall'Impero bizantino ed era rientrato nella penisola iberica, dove fu molto bene accolto dal re dei visigoti Chindasvindo, che gli aveva dato in sposa una sua nipote.

L'Europa nel 651; il regno dei Visigoti, durante il regno di Ervige, occupava la quasi totalità della penisola iberica e la Gotia, nella Gallia sud-occidentale

## Biografia
Ancora secondo le Cronache di Alfonso III, Ervige era stato allevato nel palazzo reale e, tenuto in grande considerazione, aveva ricevuto il titolo di conte ed era influente a corte.
Il 14 ottobre 680, il re dei Visigoti, Vamba cadde malato e quando si riprese, cedette il potere ad Ervige, che durante la sua malattia si era mostrato molto sollecito, il quale fu immediatamente consacrato re dal metropolita di Toledo, come riporta Henri Leclercq, nel suo L'Espagne chrétienne; il Chronica Regum Visigotthorum riporta che Ervige fu unto re il giorno successivo al malore di Vamba.

Secondo Altamira, a causa delle riforme di Vamba in campo militare e religioso, la contestazione nei suoi confronti era cresciuta sempre più, finché, in seguito a una congiura capeggiata da Ervige, appoggiato dal metropolita di Toledo, Vamba fu detronizzato. 

Secondo le Cronache di Alfonso III, Ervige offrì a Vamba un infuso d'erba chiamata spartus; solo dopo aver bevuto la bevanda, che gli aveva fatto perdere la memoria, Vamba abdicò a Ervige. Nell'ottobre dello stesso anno, dopo essere stato tonsurato, si ritirò in un monastero della regione di Burgos, dove morì nel 681, dopo essere stato re per 8 anni e un mese, vivendo ancora sette anni e tre mesi.

Il Chronica Regum Visigotthorum cita Vamba, confermando che fu re per otto anni un mese e quattordici giorni, come il Laterculus regum Visigothorum; mentre il Chronicon Albeldense conferma che Vamba regnò otto anni, sconfisse Paulo e fu detronizzato da Ervige.
Per ingraziarsi la nobiltà e il clero, che l'avevano appoggiato nella congiura, Ervige cominciò a distribuire possedimenti e benefici; ma soprattutto concesse il perdono non solo a coloro che avevano appoggiato il duca Paolo, ma anche a coloro che, durante il regno di Chintila, erano stati accusati di tradimento, restituendo loro i beni, i titoli nobiliari e i diritti civili di cui erano stati privati.
Siccome Vamba lamentava d'essere stato tonsurato con l'inganno e contro la sua volontà, Ervige, con l'appoggio del vescovo di Toledo, nel 681 convocò il XII concilio toletano, che, respingendo le proteste di Vamba, legittimò l'usurpazione del trono.

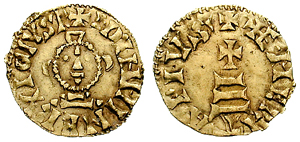
Un tremisse coniato a Mérida durante il regno di Ervige. Il volto di Cristo ha una forma simile a quella che ebbe nella monetazione bizantina, a cominciare dall'imperatore Giustiniano II (vedi qui).

Durante il suo regno Ervige diminuì alcune imposte e ne abolì altre. In particolare, egli revocò le severe imposte della legge militare di Vamba, che obbligava nobiltà e clero a prestare il servizio militare.
Egli continuò con la politica di persecuzione degli ebrei: a partire dal 1º febbraio 681 i non convertiti ebbero dodici mesi di tempo per farsi battezzare ed inoltre gli Ebrei furono colpiti da altre restrizioni.
Nel 682 Ervige modificò diverse norme del Liber iudiciorum o Codice di Reccesvindo, che da allora in poi fu chiamato Codice di Ervige.
Sembra che durante il suo regno continuassero anche i tentativi di sbarco di berberi islamizzati.
Dato che i partigiani di Vamba erano ancora numerosi, e, con l'obiettivo di assicurare il trono ai suoi discendenti, Ervige, nel 683, diede in sposa la figlia Cixilona a Egica, un parente di Vamba, cercando così di unire le due famiglie, come confermano anche le Cronache di Alfonso III.
Nel novembre del 683 il re convocò il XIII concilio di Toledo, per ufficializzare il perdono concesso a tutti i nobili coinvolti nella ribellione del duca Paolo, e anche a quelli dichiarati traditori ai tempi del re Chintila.
Un anno dopo, nel novembre del 684, Ervige convocò il XIV concilio di Toledo, per ottemperare alla richiesta di papa Leone II e pronunciarsi contro il monotelismo, o eresia di Sergio.
Nel 687 Ervige, ammalatosi gravemente, secondo il Diccionario biográfico español, Real Academia de la Historia, nonostante avesse anche discendenza maschile, designò come successore il genero Egica, e abdicò, dopo essersi fatto promettere che Egica avrebbe protetto la sua famiglia ed i suoi seguaci.
Ervige, secondo il Laterculus regum Visigothorum morì il 15 novembre dello stesso anno a Toledo, dopo aver regnato 6 anni e 4 mesi.

Il Chronica Regum Visigotthorum cita Ervige, confermando che fu re per sette anni e venticinque giorni, come il Laterculus regum Visigothorum; mentre il Chronicon Albeldense conferma che Ervige regnò sei anni, convocò diversi concili, diede la figlia in sposa a Egica e morì a Toledo.

## Matrimonio e discendenza
Nel 662 Ervige aveva sposato Liuvigoto o Liuvigotona, figlia di un precedente re dei Visigoti, Suintila, che lo storico Salazar y Castro ricorda come nipote di Recaredo (Liubigrohona nieta de Recaredo). 

Ervige da Liuvigoto o Liuvigotona, che era più vecchia di lui, gli diede una figlia e forse almeno altri due figli:
- Cixilona (ca.663-?), che nel 683 aveva sposato Egica[13][14];
- Pietro (?-730), duca di Cantabria e capostipite dei re di Castiglia e León e poi di Spagna[3];
- Vermudo (?-730), duca di Cantabria[3].

### Fonti primarie
- (LA)  Chronica Regum Visigotthorum, España Sagrada Tomo II.
- (LA)  Anastasii abbatis opera omnia.
- (LA)  Monumenta Germaniae Historica, Auctorum antiquissimorum, tomus XIII, Laterculus regum Visigothorum.
- (LA)  Monumenta Germaniae Historica, Scriptores rerum Merovingicarum.
- (LA)  #ES Patrologiae latinae, Volume 80.
- (LA)  España sagrada. 6, Historia Wambæ Regis.
- (LA)  #ES Cronica Alfonso III.

### Letteratura storiografica
- Rafael Altamira, La Spagna sotto i Visigoti, in Storia del mondo medievale, vol. I, Garzanti, 1999,  pp. 743-779.
- (FR)  #ES L'Espagne chrétienne